# Bataille de Tazizaoute
La bataille de Tazizaoute ou de Tazigzaoute entre dans le cadre des opérations de la guerre du Maroc, avant-dernier bastion de la résistance Amazighe au Haut Atlas Oriental, en 1932 .
Le Général Antoine Huré, commandant supérieur des troupes au Maroc, dirigeait personnellement les opérations. Il avait installé son poste de commandement à Boumia. Cette bataille a lieu dans les montagnes d'Agheddou, difficiles d'accès. Ce bastion de résistance est vaincu, contre la résistance de Mouha Ou Hammou Zayani, celle de Mouha Ou Saïd Ouirra d'(El Ksiba), la résistance de Sidi Rehou des Ait Seghrouchen et celle de Abdelkrim El Khattabi. Les Français avaient donc les mains libres pour réduire cette résistance et se préparer à l'assaut finale au Haut Atlas (Saghro), marqué par la soumission de Assou Oubasslam.
Sidi El Mekki Amhaouch en sa qualité de caid de Ait soykhmane a dirigé cette noble bataille contre le général Huré.

## Étymologie
Tazizaoute est un adjectif qui signifie en tamazight « La verte » (tazizawt) en raison de la situation géographique de la région. Il s'agit d'un paysage alpestre, tourmenté, fait de gorges, de croupes, de ravines, de sommets aigus et boisé de cèdres et de chênes verts.